# Mads Falborg Iversen
Mads Falborg Iversen (født d. 1. januar 1999) er en dansk ishockeyspiller. Han spiller i øjeblikket for Frederikshavn White Hawks.
Iversen er født og opvokset i Aalborg, hvor han spillede for Aalborg Pirates som ungdomsspiller. Han spiller til dagligt som back i Frederikshavn White Hawks

## Metal Ligaen

### Aalborg Pirates

#### Sæsonen 2016-17[2]
| Grundspil     | Grundspil | Grundspil | Grundspil   | Grundspil          |
| Kampe spillet | Mål       | Assists   | Point i alt | Udvisningsminutter |
| ------------- | --------- | --------- | ----------- | ------------------ |
| 4             | 0         | 0         | 0           | 0                  |
| Slutspil      |           |           |             |                    |
| Kampe spillet | Mål       | Assists   | Point i alt | Udvisningsminutter |
| 7             | 0         | 0         | 0           | 0                  |

#### Sæsonen 2017-18[2]
| Grundspil     | Grundspil | Grundspil | Grundspil   | Grundspil          |
| Kampe spillet | Mål       | Assists   | Point i alt | Udvisningsminutter |
| ------------- | --------- | --------- | ----------- | ------------------ |
| 43            | 0         | 0         | 0           | 4                  |
| Slutspil      |           |           |             |                    |
| Kampe spillet | Mål       | Assists   | Point i alt | Udvisningsminutter |
| 7             | 0         | 0         | 0           | 0                  |

#### Sæsonen 2018-19[2]
| Grundspil     | Grundspil | Grundspil | Grundspil   | Grundspil          |
| Kampe spillet | Mål       | Assists   | Point i alt | Udvisningsminutter |
| ------------- | --------- | --------- | ----------- | ------------------ |
| 37            | 2         | 8         | 10          | 22                 |
| Slutspil      |           |           |             |                    |
| Kampe spillet | Mål       | Assists   | Point i alt | Udvisningsminutter |
| 11            | 0         | 1         | 1           | 4                  |

### Frederikshavn White Hawks

#### Sæsonen 2020-21[2]
| Træningskampe | Træningskampe | Træningskampe | Træningskampe | Træningskampe      |
| Kampe spillet | Mål           | Assists       | Point i alt   | Udvisningsminutter |
| ------------- | ------------- | ------------- | ------------- | ------------------ |
| 1             | 0             | 0             | 0             | 2                  |
| Grundspil     |               |               |               |                    |
| Kampe spillet | Mål           | Assists       | Point i alt   | Udvisningsminutter |
|               |               |               |               |                    |
| Slutspil      |               |               |               |                    |
| Kampe spillet | Mål           | Assists       | Point i alt   | Udvisningsminutter |
|               |               |               |               |                    |